# 90000
90000（九万、きゅうまん）は、自然数また整数において、89999の次で90001の前の数である。

## 性質
- 90000は合成数であり、約数は1, 2, 3, 4, 5, 6, 8, 9, 10, 12, 15, 16, 18, 20, 24, 25, 30, 36, 40, 45, 48, 50, 60, 72, 75, 80, 90, 100, 120, 125, 144, 150, 180, 200, 225, 240, 250, 300, 360, 375, 400, 450, 500, 600, 625, 720, 750, 900, 1000, 1125, 1200, 1250, 1500, 1800, 1875, 2000, 2250, 2500, 3000, 3600, 3750, 4500, 5000, 5625, 6000, 7500, 9000, 10000, 11250, 15000, 18000, 22500, 30000, 45000, 90000である。
  - 約数の和は314743。
- 90000 = 3002
  - 300番目の平方数である。1つ前は89401、次は 90601。
- 10940番目のハーシャッド数である。1つ前は89984、次は90002。
- 90000 = 24 × 32 × 54
  - 3つの異なる素因数の積で p 4 × q 4 × r 2 の形で表せる3番目の数である。1つ前は63504、次は156816。(オンライン整数列大辞典の数列 A190471)
- 90000 = 13 + 23 + 33 + … + 243
  - 1から24の整数の立方数の和で表すことができる。(オンライン整数列大辞典の数列 A000537)

## その他 90000 に関連すること
- 鉄道車両の形式
  - 国鉄ワム90000形貨車
  - 国鉄トラ90000形貨車
- ダウ90000は日本の8人組コントユニット、演劇ユニット。

## 90001 から 99999 までの整数
- 90090 - 複偶数を除く15までの自然数全ての最小公倍数。
- 90601 = 3012、いかなる N > 9 のN進数によって90601を表記しても、90601は必ず平方数となる。これは 9 × N4 + 6 × N2 + 1 = (3N2 + 1)2 であるため
- 90833 - ソフィー・ジェルマン素数、エマープ (90833 ←→ 33809)
- 91121 - ソフィー・ジェルマン素数、エマープ (91121 ←→ 12119)
- 91139 - ソフィー・ジェルマン素数、安全素数
- 91193 - ソフィー・ジェルマン素数、エマープ (91193 ←→ 39119)
- 91199 - 安全素数、スーパー素数、エマープ (91199 ←→ 99119)
- 91204 = 3022
- 91631 - ソフィー・ジェルマン素数、エマープ (91631 ←→ 13619)
- 91809 = 3032
- 91943 - 安全素数、エマープ (91943 ←→ 34919)
- 92416 = 3042
- 93179 - 9000番目の素数、安全素数
- 93239 - ソフィー・ジェルマン素数、安全素数、回文素数。100000以下でソフィー・ジェルマンかつ安全素数である回文素数はこの他に5と11のみ、5桁では唯一。
- 93312 - 27 × 36 = 2 × 66。
- 94249 = 3072、十進法による回文平方数。平方根が回文数ではない回文平方数としては十進法において3番目の数である。
- 95121 - 第一定義のカプレカ数[1]
- 95279 - 安全素数、エマープ (95279 ←→ 97259)
- 96269 - ソフィー・ジェルマン素数、回文素数
- 96721 = 3112、いかなるN>9のN進数によって96721を表記しても、96721は必ず平方数となる。これは 9 × N4 + 6 × N3 + 7 × N2 + 2 × N + 1 = (3N2 + 1)2 であるため
- 96557 - マルコフ数[2]
- 98304 - 215 × 3
- 98596 = 3142
- 98696 - 円周率の2乗の近似値
- 99066 - その2乗が十進法の全ての数字を1回ずつ使う数のうち最大のもの (990662 = 9814072356)
- 99856 - 3162、100000以下では最大の平方数
- 99991 - 100000以下最大の素数
- 99999 - 第一定義のカプレカ数[1]